# Shadowgun
Shadowgun je česká videohra pro iOS a Android z roku 2011. Vytvořilo ji studio Madfinger Games. Žánrově se jedná o střílečku z pohledu třetí osoby. Hra byla v roce 2011 v anketě Booom nominována na nejlepší českou hru roku 2011. Na Anifilmu byla v témže roce oceněna v kategorii Nejlepší český herní titul pro mobilní přístroje.

## Hratelnost
Hru lze řadit k akčním adventurám. Boj probíhá jako ve většině stříleček, ale je zde i ne moc obvyklý systém krytí. Kromě boje hra obsahuje, i logické prvky. V některých částech je potřeba hacknout zámky namačkáním správné sekvence čísel. Pomocí toho se lze posunout dále v příběhu, ale i otevřít novou zbraň. Zbraní je ve hře několik. Kromě kulometu je zde i brokovnice, granátomet a raketomet. V levelech lze nalézat Shadowgun loga, která otevírají stránky v Shadowpedii. Ta dává hráči informace o postavách, nepřátelích, zbraních a lokacích ve hře.
Hra byla pravděpodobně inspirována Gears of War. Obě hry mají podobné mechaniky a jsou si vizuálně podobné.

## Příběh
Hra se odehrává v roce 2350, kdy vesmíru vládnou zkorumpované intergalaktické korporace, z nichž je největší Toltech Enterprises. Ta ovládá 75 % všech známých zdrojů v galaxii. Korporace a vlády planet si najímají žoldáky známé jako Shadowgun k plnění různých úkolů. Jedním z nich je i John Slade, který dostal za úkol dopadnout Edgara Simona, který si staví armádu složenou z mutantů a bojových robotů.

## Postavy
- John Slade - hlavní hrdina hry a zároveň jeden z nejlepších Shadowgunů. Je nechvalně známý po celé galaxii. Pracuje pro Toltech Entrprises.[7]
- S.A.R.A. - osobní asistentka Johna Slada. Je androidka. Posílá mu informace, o Simonově pevnosti, z vesmírné lodi.[3]
- Dr. Edgar Simon - šílený génius, který ve své horské pevnosti buduje armádu mutantů a robotů.[8]
- Brian McEachern - člen Toltech Enterprises, který Sladovi zadává úkoly.

## Datadisk
Madfinger později vydalo rozšíření Shadowgun: Leftover, které přidává 4 nové úrovně navazující na příběh hry. Taktéž v několika směrech vylepšuje původní hru. Kromě toho byl přidán nový druh zbraně, nepřítele a herní interakce. Datadisk má i svůj vlastní soundtrack. Leftover je volně ke stažení.

## Přijetí
Hra byla kladně přijata kritikou. Hodnocení hry se pohybovala většinou mezi 70 a 80 %. Nejkritičtěji hru hodnotil časopis Edge, který hru kritizoval hlavně za vzhled levelů a zbraní. Nejpozitivněji hru hodnotil Da Gameboyz, od kterého obdržela 95%.

## Spin-off
V roce 2012 vyšel multiplayerový spin-off Shadowgun: Deadzone. Ten si taktéž získal značnou popularitu, a dokonce byl společností Google označen za jednu z nejlepších her pro Android za rok 2012.